# Fallschirm-Panzer-Division 1 "Hermann Göring"
La Fallschirm-Panzer-Division 1 "Hermann Göring" fu un'unità militare d'élite dell'aviazione militare tedesca (Luftwaffe) attiva dal maggio 1943 (dopo la disfatta in Nordafrica) al maggio 1945 (caduta del Reich). Da un punto di vista militare era una normale divisione corazzata, con organico e armamento non diversi da quello delle corrispondenti unità dell'esercito o delle Waffen-SS. La definizione di "paracadutista" aveva esclusivamente funzioni di propaganda: nessun reparto della "Hermann Göring" ebbe infatti mai addestramento paracadutistico.
Impegnata su diversi fronti durante la seconda guerra mondiale, la "Hermann Göring", si distinse per la combattività e la notevole efficienza bellica in particolare durante lo Sbarco in Sicilia e in Italia e sul fronte orientale.
In Italia è tristemente nota per la drammatica serie di eccidi di civili compiuti lungo l'intera penisola.

## Le origini
La divisione trae le sue origini nella Polizei Abteilung z.b.V. "Wecke", istituita il 23 febbraio 1933 dall'allora ministro degli Interni della Prussia, Hermann Göring, per combattere nel paese le attività delle formazioni comuniste. Divenute dapprima Landespolizei Gruppe "Wecke" z.b.V., quindi, Landespolizei Gruppe General Göring, la formazione assunse nel 1935 la denominazione "Regiment General Göring" e l'incorporazione nella Luftwaffe: a questa data la forza complessiva era di 1.865 uomini (tutti volontari). Nell'ottobre del 1935 il reggimento attraversò una prima fase di riorganizzazione che portò alla sua completa motorizzazione e all'incremento degli uomini.

## Composizione
La Panzer-Division "Hermann Göring" (dal 19 aprile 1943) era organizzata su questi reparti
- Divisionsstab (comando divisionale)
- Panzer-Regiment Hermann Göring (reggimento corazzato)
- Panzergrenadier-Regiment Hermann Göring 1 (reggimento di fanteria meccanizzata)
- Panzergrenadier-Regiment Hermann Göring 2 (reggimento di fanteria meccanizzata)
- Panzerartillerie-Regiment Hermann Göring 1 (reggimento di artiglieria meccanizzato)
- Panzerflak-Regiment Hermann Göring 1 (reggimento contraerei meccanizzato)
- Panzeraufklärungs-Abteilung Hermann Göring 1 (battaglione corazzato da ricognizione)
- Panzerjägerabteilung Hermann Göring 1 (battaglione cacciacarri)
- Panzerpionierabtailung Hermann Göring 1 (battaglione del genio corazzato)
- Panzernachrichtenabteilung Hermann Göring 1 (battaglione del genio trasmissioni)
- Panzerfeldersatzbataillon Hermann Göring 1(reparto divisionale di sussistenza)

La Fallschirm-Panzer-Division "Hermann Göring" (dal ??.04.1944) era organizzata su questi reparti:
- Divisionsstab
- Fallschirm-Panzergrenadier-Regiment 1 "Hermann Göring" (Granatieri Meccanizzati):
  - Comando di Reggimento
  - 3 Battaglioni, ognuno costituito da:
    - Comando di Battaglione
    - 4 Compagnie (1/4, 5/8, 9/12)
- Fallschirm-Panzergrenadier-Regiment 2 "Hermann Göring" (Granatieri Meccanizzati):
  - Comando di Reggimento
  - 3 Battaglioni, ognuno costituito da:
    - Comando di Battaglione
    - 4 Compagnie (1/4, 5/8, 9/12)
- Fallschirm-Panzer-Regiment "Hermann Göring" (Corazzato):
  - Comando di Reggimento
  - I Battaglione (Panther)
    - Comando I Battaglione
    - 4 Compagnie (1/4)

  - II Battaglione (PzIV)
    - Comando II Battaglione
    - 4 Compagnie (5/8)

  - III Battaglione (StuG)
    - Comando II Battaglione
    - 3 Compagnie (9/11)
- Fallschirm-Panzer-Artillerie-Regiment "Hermann Göring" (Artiglieria Corazzata):
  - Comando di Reggimento
  - 4 Battaglioni, ognuno costituito da:
    - Comando di Battaglione
    - 3 Batterie (1/3, 4/6, 7/9, 10/12)
- Fallschirm-Flak-Regiment "Hermann Göring" (Artiglieria Controaerei):
  - Comando di Reggimento
  - I Battaglione
    - Comando I Battaglione
    - 5 Batterie (1/5)

  - II Battaglione
    - Comando II Battaglione
    - 7 Batterie (6/12)

  - III Battaglione
    - Comando III Battaglione
    - 5 Batterie (13/17)
- Fallschirm-Panzer-Pionier-Bataillon "Hermann Göring" (Genio; Half-Tracks):
  - Comando di Battaglione
  - 3 Compagnie (1/3)
  - 2 Compagnie di Trasporto (4/5)
- Fallschirm-Panzer-Aufklärungs-Abteilung "Hermann Göring" (Pionieri):
  - Comando di Battaglione
  - 5 Compagnie (1/5)
- Fallschirm-Panzer-Nachrichten-Abteilung "Hermann Göring" (Trasmissioni):
  - Comando di Battaglione
  - 2 Compagnie (1/2)
- Fallschirm-Panzer-Nachschub- und Versorgungstruppen "Hermann Göring" (Sussistenza):
  - Battaglione Trasporto (Nachschub-Abteilung "Hermann Göring")
    - Comando di Battaglione
    - 6 Compagnie Trasporto (1/6)
- Feldgendarmerie "Hermann Göring" - FG-HG (Compagnia Polizia Militare)
- Verwaltungstruppe "Hermann Göring" (Compagnia Amministrazione)
- Compagnia Panetteria (V)
- Feldposte "Hermann Göring" - FP-HG (Ufficio Postale di Campo)
- Instandsetzungs-Abteilung "Hermann Göring" (Reparto Lavori di Riparazione):
  - 4 Compagnie Riparazione Veicoli (1/4)
  - 1 Compagnia Riparazioni Armi Pesanti
  - 1 Compagnia Riparazioni Armi Leggere
- Sanitäts-Abteilung "Hermann Göring" (Sanità):
  - Comando di Battaglione
  - 3 Compagnie (1/3)
- Feldersatz-Bataillon "Hermann Göring" (Rimpiazzi e Formazione):
- Ersatz- und Ausbildungs-Bataillon "Hermann Göring"
- Divisions-Kampfschule "Hermann Göring" (Scuola di Combattimento Divisionale)

## In guerra

### Da reggimento a divisione corazzata
Dopo aver partecipato all'Anschluss e all'occupazione dei Sudeti, l'unità combatte in Polonia, nel 1939, in Norvegia (Operazione Weserübung) e in Francia, dove per la prima volta, i reparti di artiglieria con i cannoni da 88 mm, nati come contraerei, vennero impegnati nel tiro terra/terra.
Nel 1941 il reggimento venne trasferito dapprima in Romania e poi sul fronte orientale, come parte del Panzergruppe von Kleist. Rimpatriato nel marzo del 1942 dopo aver subito pesanti perdite, il reggimento venne riorganizzato e ridenominato Verstärktes Regiment (mot.) HG, poco prima di essere trasferito in Francia ed essere trasformato dapprima in brigata (21 luglio) e poi in divisione (17 ottobre).

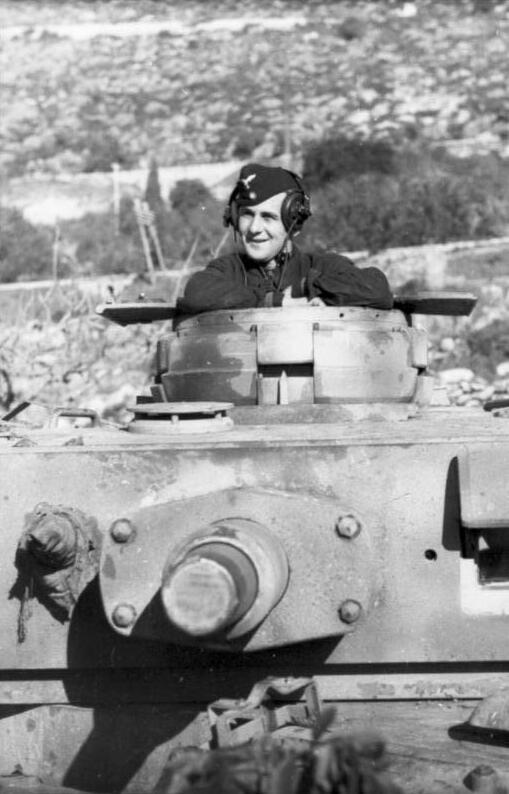
Comandante di un Panzer III N della "Hermann Göring", durante l'impegno della divisione in Italia.

### Campagna di Tunisia e d'Italia
Per rafforzare lo schieramento dell'Asse nella testa di ponte affrettatamente costituita in Tunisia, a partire dal dicembre 1942 alcuni reparti della divisione "Hermann Göring" furono trasferiti, principalmente per via aerea, dalla Francia meridionale in Africa.
In gennaio 1943 arrivò in Tunisia il reggimento contraereo della divisione comandato dal colonnello Hullmann, mentre per mancanza di trasporti marittimi, molto equipaggiamento pesante non poté essere trasferito nella testa di ponte, indebolendo quindi la capacità di combattimento dei reparti della "Hermann Göring". Il 14 marzo 1943 alla divisione furono aggregati i tenaci paracadutisti del FJR 5 che venne ridenominato Jägerregiment Hermann Göring; in precedenza, dal 1º gennaio 1943, i reparti della divisione giunti in Tunisia erano passati al comando del maggior generale Josef Schmid e avevano assunto la denominazione di Kampfgruppe Schmid. In totale circa 11.000 soldati della divisione combatterono nella campagna di Tunisia, anche se ufficialmente lo schieramento in Nordafrica dell'intera divisione "Hermann Göring", inizialmente previsto, venne annullato il 19 aprile 1943 quando l'alto comando tedesco comprese che la campagna stava evolvendo in senso sempre più sfavorevole per l'Asse. Le unità della "Hermann Göring" in Tunisia si batterono tenacemente fino alla fine della campagna, mostrando valore e risolutezza in una serie di aspri scontri nel settore centrale della testa di ponte dell'Asse; negli ultimi giorni il generale Schmid fu evacuato per via aerea per ordine diretto di Göring, mentre i soldati della divisione rimasero sul posto e caddero prigionieri insieme a tutte le forze italo-tedesche superstiti. Molti degli uomini più esperti e le migliori formazioni combattenti della divisione furono quindi perduti in Tunisia e la "Hermann Göring", priva di questi veterani, fu sostanzialmente indebolita.
I reparti rimasti in Europa vennero rinforzati e riorganizzati e la nuova divisione corazzata paracadutisti "Hermann Göring", costituita (nonostante il nome) non da paracadutisti ma da truppe inesperte ed equipaggiata con oltre 100 panzer al comando del combattivo generale Paul Conrath, venne trasferita in Sicilia per contribuire alla difesa dell'isola in caso di attacco alleato. Dopo lo sbarco in Sicilia combatté soprattutto intorno alla testa di ponte di Gela e nelle aree circostanti, sferrando una serie di contrattacchi corazzati e tentando più volte di riconquistare il crocevia di Piano Lupo tenuto dalle forze americane, durante la Battaglia del Simeto. Ottenne qualche successo e mise in difficoltà le truppe statunitensi ma subì a sua volta dure perdite e le truppe diedero segno di cedimento di fronte alla potenza di fuoco alleata. Divisa in due gruppi da combattimento (Kampfgruppe), iniziò, quindi, la ritirata verso lo stretto di Messina:
- il primo gruppo (Kampfgruppe Conrath) lungo la via Gela-Caltagirone-Catania-Acireale-Adrano;
- il secondo (Kampfgruppe Schmalz) lungo la direttrice Randazzo-Taormina-Messina.

Giunta sul continente notevolmente sottorganico, non poté fronteggiare lo sbarco alleato a Salerno per la netta superiorità nemica.
Da allora iniziò una lunga ritirata difensiva lungo la penisola italiana, combattendo a Mignano Monte Lungo, sulla linea del Volturno, sul Garigliano, ad Anzio e Nettuno, sull'Appennino tosco-emiliano.

### Sul fronte orientale fino alla resa finale
Rinominata 1. Fallschirm-Panzer-Division "Hermann Göring" il 24 luglio 1944, venne ritirata dal fronte italiano e trasferita nuovamente sul fronte orientale: nella zona di Varsavia, insieme alla 19. Panzer-Division e alla 5. SS-Panzer-Division "Wiking", contribuì all'accerchiamento e alla distruzione del III. Corpo corazzato sovietico.
Le ultime fasi della guerra, la videro impegnata a Tilsit (fino al gennaio 1945), Łódź, sul Neisse (marzo 1945), a Görlitz e a Geising, a sud di Dresda, dove gli ultimi resti si arresero alle forze dell'Armata Rossa il 7 maggio 1945.

### Gli eccidi
In Italia l'unità è tristemente famosa perché i suoi reparti si macchiarono di una lunga serie di atti di violenza contro la popolazione civile, iniziati prima dell'8 settembre 1943 come rappresaglia ad attacchi subiti da parte di civili (eccidi di Mascalucia e Castiglione di Sicilia), continuati in Campania e intensificatisi nella primavera del 1944 nell'Appennino tosco-emiliano durante i rastrellamenti antipartigiani lungo la Linea Gotica.
L'elenco degli eccidi principali comprende nella sola Campania:
- 10/11 settembre 1943 - Nola (NA) - 11 vittime
- 12 settembre/2 ottobre 1943 - Napoli - 562 vittime (per il solo periodo 27/30 settembre riferiti ai combattimenti durante l'insurrezione di Napoli ricordati come le "4 giornate di Napoli")
- 26/28 settembre 1943 - Scafati (SA) - 7 vittime
- 28 settembre 1943 - Garzano di Caserta (CE) - 7 vittime
- 1/3 ottobre 1943 - Acerra (NA) - 84 vittime
- 2 ottobre 1943 - Afragola (NA) - 11 vittime (1 con data imprecisata)[7][8]
- 2/17 ottobre 1943 - Bellona-Vitulazio (CE) - 13 vittime
- 4 ottobre 1943 - Caserta (CE) - 25 vittime
- 5 ottobre 1943 - Capua (CE) - 15 vittime
- 25/30 ottobre 1943 - Teano (CE) - 14 vittime
- 3 novembre 1943 - Presenzano (CE) - 6 vittime

L'elenco degli eccidi principali comprende nella sola Toscana:
- 10 aprile - Monte Morello (Firenze) 16 vittime
- 13 aprile - Vallucciole (comune di Stia) 108 vittime
- 13 aprile - Partina e Moscaio (comune di Bibbiena) 37 vittime
- 29 giugno - Eccidio di Civitella: Civitella della Chiana, San Pancrazio e Cornia (comuni di Civitella in Val di Chiana e Bucine) 244 vittime
- 4 luglio - Strage di Cavriglia: Castelnuovo dei Sabbioni (comune di Cavriglia) 83 vittime, Meleto Valdarno (comune di Cavriglia) 93 vittime, Matole (12 vittime)
- Strage del Palazzaccio d'Arceno (comune di Castelnuovo Berardenga) 8 vittime

a cui sono da aggiungere una serie di eccidi di più piccola dimensione o di singole uccisioni a Cetona, Chiusi, Montepulciano, Sinalunga, Ascoli Piceno.
Quindici tra ufficiali e sottufficiali del reparto esplorante della divisione corazzata "Hermann Göring" sono stati processati dal Tribunale militare di Verona, a partire dall'ottobre 2009, per crimini di guerra nell'ambito delle inchieste sulle stragi di Monchio (Modena), Cervarolo (Reggio Emilia), Vallucciole (Arezzo) e Mommio (Massa Carrara), nelle quali furono trucidati non meno di 350 civili.
Nel luglio 2011 i giudici militari hanno emesso una condanna all'ergastolo per nove degli imputati.
Di Cervarolo tratta il racconto documentaristico "Il violino di Cervarolo".

## Comandanti
- Oberst der Landespolizei Watlher Wecke (23 febbraio 1933 - 5 giugno 1934)
- Oberstleutnant der Landespolizei Friedrich Wilhelm Jakoby (6 giugno 1934 - 12 agosto 1936)
- Major Walther von Axthelm (13 agosto 1936 - 31 maggio 1940)
- Oberst Paul Conrath (1º giugno 1940 - 14 aprile 1944)
- Generalmajor Wilhelm Schmalz (16 aprile 1944 - 30 settembre 1944)
- Generalmajor Horst von Necker (1º ottobre 1944 - 8 febbraio 1945)
- Generalmajor Max Lemke (9 febbraio 1945 - 8 maggio 1945)

## Denominazioni
- 23.02.1933 Polizeiabteilung z.b.V. "Wecke" (Polizei)
- ??.06.1933 Landespolizeigruppe "Wecke" z.b.V. (Landespolizei)
- ??.01.1934 Landespolizeigruppe "General Göring" (Landespolizei)
- ??.09.1935 Regiment "General Göring" (Luftwaffe)
- ??.10.1935 Regiment (mot.) "General Göring" (Luftwaffe)
- ??.01.1941 Regiment (mot.) "Hermann Göring" (Luftwaffe)
- ??.03.1942 Verstärktes Regiment (mot.) "Hermann Göring" (Luftwaffe)
- 21.07.1942 Brigade (mot.) "Hermann Göring" (Luftwaffe)
- 17.10.1942 Division (mot.) "Hermann Göring" (Luftwaffe)
- 19.04.1943 Panzer-Division "Hermann Göring" (Luftwaffe)
- ??.04.1944 Fallschirm-Panzer-Division "Hermann Göring" (Luftwaffe)
- 24.07.1944 Fallschirm-Panzer-Division 1. "Hermann Göring" (Luftwaffe)
- ??.10.1944 Fallschirm-Panzerkorps "Hermann Göring" (Luftwaffe)